# Battaglia di Lumë
La battaglia di Lumë, indicata anche dagli albanesi come la rivolta di Lumë (Kryengritja e Lumës), fu una serie di scontri tra gli abitanti albanesi della regione di Lumë nell'Albania ottomana contro l'esercito serbo invasore nel 1912 durante il periodo della prima guerra balcanica. I serbi cercarono l'accesso al mare Adriatico ma contro le previsioni furono sconfitti dalle forze albanesi. Di conseguenza, l'avanzata della Serbia verso ovest fu ritardata, il che contribuì alla salvaguardia dell'indipendenza dell'Albania del 28 novembre 1912.

## Inizio
Durante la seconda metà di ottobre 1912, l'esercito serbo continuò ad occupare numerose regioni albanesi, compreso il Kosovo e altre parti nelle province di Luma, Opoja, Vërrin, Gora, Has, Dibra, ecc. Diversi battaglioni della Terza armata, stremati dalle battaglie nella parte interna del Kosovo entrarono a Luma.
Gli albanesi organizzarono numerose assemblee locali secondo le istruzioni del Comitato "Shpëtimi" (Salvezza), che tenne un incontro a Skopje il 14 ottobre 1912. Fu presa la decisione di affrontare l'avanzata dell'esercito serbo. Nella prima settimana di novembre, dopo che la Terza armata aveva conquistato il Kosovo e la regione di Dukagjin, mirava a conquistare l'Albania settentrionale e centrale per raggiungere le rive del mare Adriatico.
Dal 5 novembre 1912, il generale serbo Božidar Janković entrò a Prizren con i reggimenti "Šumadija 1" per le operazioni nell'Adriatico. Per realizzare questo piano, l'esercito serbo aveva creato due unità separate, che furono chiamate "Unità della costa" e i dipartimenti di queste unità erano selezionati dalle divisioni "Šumadija" e "Drina" che furono schierate a Prizren e Gjakova. Diverse unità paramilitari precederono la spedizione entrando per prime a Luma, con il loro numero che andava da 70 a 200, secondo il libro di Jaša Tomić Rat u Albaniji pod Skadrom (Guerra in Albania e intorno a Scutari) del 1913.
La dimensione della forza serba è oggetto di dibattito. La cifra di 16 000 è per lo più folcloristica e serve principalmente per sostenere l'altro numero di 12 000 vittime. 16 000 coincide con due raggruppamenti formati con le unità "Šumadija 1" e "Drina", che si affrettarono a raggiungere l'Adriatico dal lato destro del Drin Bianco. Queste frazioni furono impegnate solo parzialmente nel combattimento e persero gli scontri del 15-17 e 18 novembre della seconda fase della battaglia (13-18 novembre). Durante questa fase, il numero di soldati e ufficiali serbi aumentò a 4 200, secondo i rapporti militari serbi, contro circa 3 000 albanesi. La terza fase della guerra (18 novembre - 6 dicembre) vide il coinvolgimento del resto della divisione "Šumadija 1", con circa 14 000, con il supporto di personale di artiglieria di 3 600 Compresi i battaglioni della seconda fase che furono gravemente danneggiati, il numero totale della forza serba era pari a 21 800, escluse le unità paramilitari. Elsie arrotonda il numero a 20 000
Per evitare qualsiasi rischio alle unità costiere nella valle del Drin a Luma, l'esercito serbo invase la regione di Luma e le province di Has, Vërrin, Opoja-Gora e abbatté spietatamente ogni resistenza per disarmare gli albanesi. Di fronte all'invasione dell'esercito serbo, migliaia di combattenti albanesi di Luma, Has, Vërrin e Opojan Gora insieme ad albanesi del Kosovo, iniziarono a combattere l'esercito serbo. In questo caso gli altopiani di Paštrik (dove si trovavano le province di Has e gli altopiani di Gjakova), i Monti Sar (Gjalicë, Pikllimes, Koretnik) divennero una fortezza naturale per gli albanesi. Data la posizione geostrategica, le truppe albanesi furono schierate davanti all'altopiano di Gjakova, Has, Qafe Zhur, Sharr e Opoja. Le organizzazioni della resistenza albanese erano guidate da Baftjar Doda, Xhafer Doda, Ramadan Zaskoci, Ramadan Cejku, Isjan Lika, Islam Spahija, Elez Isufi, Hoxha Mehmedi, Osman Lita, Cen Daci, Bajram Gjana, Jemin Gjana, Dervish Bajraktari, Muhtar Nika, Necip Bilali, Sylë Elezi, Ahmet Qehaja e altri.

## Eventi
Data la posizione geostrategica, le truppe albanesi furono schierate davanti: nell'altopiano di Gjakova (Qafë Morinë - Qafë Prush); Has (Planejë - Gorozhup); Qafë Zhur; Vërri (Billushë - Jeshkovë - Lybeqevë - Lez); Sharr (Gur i Zi); e Opojë (gola di Llapushnik). Le organizzazioni della resistenza albanese furono fatte da Ramadan Zaskoci, Ramadan Çejku, Qazim Lika, Islam Sali Spahija, Hoxhe Mehmed, Osman Lita, Cen Daci, Bajram Things, Dervish Nezir Bajraktari, Muhtar Nika, Nexhip Aga Bilali, Ilazë Elezi, Ahmet Qehaja, Jemin Gjana, Elez Isufi, Suf Xhelili, Baftjar Doda e Xhafer Doda di Tejmalla, Diber, Bajram Curri dell'altopiano di Gjakova, Sali Bajraktari di Has, Sheh Hasan Prizreni, Jahja Sait Sahiti, Kuki di Opoja, Kapls Dani Rapça, Esat Berisha, Abdul Osmani e Arif Krusa.
Per impedire alle truppe serbe di passare dall'altra parte del Drin Bianco, gli albanesi organizzarono un'imboscata nei villaggi di Shalqin, Domaj e Gjinaj. Le forze di Luma contavano circa 4 000 persone, mentre le forze di Dibra ammontavano a circa 600.

## Risultato
Gli albanesi di Luma catturarono la Torre di Luma in sanguinosi combattimenti, guadagnandosi la vittoria di questa battaglia. Le forze albanesi la sera del 17 novembre, attaccarono le carrozze del convoglio serbo che tentavano di ritirarsi in direzione di Prizren. Durante questi combattimenti, i serbi persero molti soldati e materiali. I combattimenti in montagna sono stati descritti nelle memorie di Kosta Novaković, un soldato serbo che partecipò alla battaglia.Egli scrisse:
Il successo ottenuto durante questi combattimenti evidenziò le abilità dei guerriglieri albanesi, che risultarono vittoriosi anche se inferiori in forze e armamenti.

## Vittime
Il calcolo del numero delle vittime è difficoltoso poiché le fonti primarie della battaglia risultano contraddittorie. I rapporti militari serbi parlavano di "diverse centinaia", la stessa descrizione data da Kosta Novaković. Gli storici serbi in seguito stimano che il numero fosse di 198 morti e 31 feriti. Le storie narrative degli altopiani di Luma collocano il numero fino a 16 000 o addirittura fino a 18 000, molto più dei 12 000 che circolano comunemente e vengono utilizzati anche sul memoriale dell'Albania dedicato alla battaglia.
Un telegramma ottomano inviato da Ohrid a Elbasan, datato 20 novembre 1912, riportava che tre ufficiali e un numero "innumerevole" di soldati, con circa 1 000 fucili, furono catturati dagli albanesi. Un altro telegramma, datato 2 dicembre, inviato da Aqif Pasha Elbasani ad Ahmet bey Zogolli, menziona che i serbi persero sei battaglioni. Il consolato britannico a Skopje riferì alla fine di febbraio 1913 di aver perso 8 battaglioni. Sali Onuzi colloca il numero intorno a 2 000 sulla base dei rapporti della seconda fase (13-18 novembre) dagli ottomani di oltre 1 000. Ciò esclude le potenziali perdite associate alle unità paramilitari. Gli albanesi hanno riportato solo 109 vittime.

## Eventi successivi
Il generale Janković ordinò l'annientamento della tribù Luma dove l'esercito serbo massacrò un'intera popolazione di uomini, donne e bambini e bruciò 27 villaggi nella regione. In seguito alle offensive serbe del 1912-1913, Luma fu l'area che conobbe una delle più grandi atrocità commesse contro gli albanesi. La tribù Luma fu decimata e praticamente cacciata dall'esistenza. Donne e bambini furono legati a fasci di fieno e dati alle fiamme davanti agli occhi dei loro mariti e padri. Le donne furono poi barbaramente fatte a pezzi e i bambini colpiti dalle baionette.
Leon Trotsky raccolse i resoconti durante il periodo e menzionò nel suo rapporto: "È tutto così inconcepibile, eppure è vero!" 400 uomini di Luma che si arresero volontariamente furono portati a Prizren e giustiziati giorno dopo giorno in gruppi di quaranta o sessanta.
In relazione alla notizia fu riferito che 300 albanesi disarmati della tribù Luma vennero giustiziati a Prizren senza processo. Le truppe serbe regolari commisero i massacri ma non c'era alcun dubbio che anche i massacri efferati commessi da irregolari furono eseguiti con il tacito consenso e nel pieno rispetto della volontà delle autorità serbe. All'inizio della guerra, i funzionari serbi dichiararono che "sterminaremo gli albanesi". Nonostante le proteste europee, questa politica sistematica di sterminio continuò senza ostacoli.

## Rilevanza
La battaglia di Luma terminò la mattina del 18 novembre 1912, con le forze albanesi che prevalsero sul terzo esercito serbo. La battaglia di Luma, insieme ad altri eventi come la battaglia di Monastir e la resistenza ottomana nella città chiave di Scutari nel nord-ovest e Giannina nel sud, minacciarono le decisioni dell'Assemblea nazionale a Valona. Il successivo portò alla proclamazione dell'indipendenza albanese dall'Impero ottomano il 28 novembre 1912. Nello specifico la battaglia di Luma assicurò la costa adriatica dell'Albania centrale, permettendo a Ismail Qemali e ad altri rappresentanti albanesi di sbarcare a Durazzo poiché Valona era minacciata dalle forze greche, che erano già sbarcate a Himara.

### Esplicative
1. ↑  Braha, 1981, p. 130. Le forze serbe erano esauste durante gli scontri nelle profondità del vilayet del Kosovo e, negli angoli più remoti del Kosovo.
2. ↑  Banac, 1988, p. 151. La logica di questa sorta di arringa sciovinista divenne evidente nelle guerre balcaniche. Le unità serbe e montenegrine hanno commesso molti massacri di albanesi nel corso delle ostilità. Il massacro indiscriminato nell'area tribale di Lumë, nel nord-est dell'Albania, è stato riportato dalla stampa socialista serba ed è stato successivamente raccontato nel rapporto del Carnegie Endowment for International Peace, che riassumeva la logica degli orrori albanesi: "Case e interi villaggi ridotti in cenere , popolazioni inermi e innocenti massacrate in massa, incredibili atti di violenza, saccheggi e brutalità di ogni genere: tali furono i mezzi che furono impiegati e continuano ad impiegare la milizia serbo-montenegrina, in vista dell'intera trasformazione dell'etnia carattere di regioni abitate esclusivamente da albanesi." Gli abitanti del villaggio, allertati dalle intenzioni degli eserciti invasori "per tradizione, istinto ed esperienza", fuggirono davanti agli invasori, che diedero alle fiamme le case abbandonate.
3. ↑  Elsie, 2015, pp. 282-283. Durante la prima guerra balcanica iniziata nell'ottobre 1912, la Serbia approfittò del vuoto di potere lasciato dal fatiscente Impero ottomano per invadere e conquistare il Kosovo e le regioni di Luma e Dibra alla fine di ottobre e all'inizio di novembre di quell'anno. Mentre le Grandi Potenze riconobbero l'Albania come stato sovrano il 29 luglio 1913, il Kosovo, Luma, Dibra, Ohrid e Monastir rimasero sotto il dominio militare serbo e il 7 settembre 1913, il re Pietro I di Serbia proclamò l'annessione dei territori conquistati. Una grande rivolta contro il dominio serbo ebbe luogo nella regione di Luma e nelle montagne del Gjakova, che fu repressa da una forza di oltre 20 000 soldati serbi che avanzarono in Albania, quasi raggiungendo Elbasan. Un'amnistia fu dichiarata dal governo di Belgrado nell'ottobre 1913, ma i pogrom contro la popolazione albanese continuarono. Durante questa rivolta e poi durante la prima guerra mondiale, la tribù Luma fu decimata dalle forze serbe.
4. ↑  Skendi, 2015, p. 461. Ma Valona era minacciata dai greci, sbarcati a Himaré, e si temeva che i loro eserciti potessero aumentare quando era iniziata la lotta tra loro e gli albanesi delle regioni circostanti. Per proteggere la città, le forze albanesi da Valona partirono per i passi di Logara

### Bibliografiche
1. 1 2 3 4  Daci, 2013
2. 1 2 3 4 5  Onuzi.
3. ↑  Braha, 1981, p. 130.
4. ↑  Tomić, 1913.
5. 1 2  Elsie, 2015, p. 283.
6. 1 2  Mjeda, 1913
7. ↑   Report of the International Commission to Inquire into the Causes and Conduct of the Balkan War, su archive.org.
8. ↑  Levene, 2013, pp. 106-108.
9. ↑  Freundlich, 1913
10. ↑  Banac, 1988, pp. 295-296.
11. ↑  Skendi, 2015, p. 461.